# Octanol-water-partitiecoëfficiënt
De octanol-water-partitiecoëfficiënt (Pow, ook: octanol/water-partitiecoëfficiënt) van een chemische stof is de verhouding van de concentraties van die stof in oplossing in respectievelijk 1-octanol en water, bij gelijke temperatuur:
{\displaystyle P_{\textrm {ow}}={\frac {C_{\textrm {octanol}}}{C_{\textrm {water}}}}}.
Deze twee oplosmiddelen zijn niet mengbaar en zijn respectievelijk apolair en polair.
De grootheid Pow is een maat voor de relatieve lipofilie ("vetminnendheid") van de opgeloste stof. Octanol kan beschouwd worden als representatief voor het vetweefsel van mens en dier. Hoe hoger de Pow van een stof (bijvoorbeeld een pesticide), hoe gemakkelijker die stof in het lichaam van mens en dier kan worden opgehoopt, met andere woorden hoe groter de potentiële bioaccumulatie ervan is (dit is geen algemene regel; er zijn bijvoorbeeld stoffen, zoals methylkwik, die een lage Pow hebben maar toch sterk bioaccumuleerbaar zijn). Een andere maat om de bioaccumuleerbaarheid van een stof aan te geven is de bioconcentratiefactor (BCF).
Meestal wordt om praktische redenen de logaritme met grondtal 10 van de octanol-water-partitiecoëfficiënt vermeld, log Pow (vaak kortweg "log P" genoemd).
Hierna volgen enkele stoffen met hun log Pow:
| Naam                | log Pow       |
| ------------------- | ------------- |
| Aceton              | −0,24         |
| Aniline             | 0,94          |
| Atrazine            | 2,34          |
| Benzeen             | 2,13          |
| Chlordaan           | 6             |
| Chloroform          | 1,97          |
| Cumeen              | 3,66          |
| DDT                 | 6,36          |
| DMF                 | −1,01         |
| Dinoseb             | 8,3           |
| Ethanol             | −0,32         |
| Fenol               | 1,46          |
| Glyfosaat           | −1            |
| Lindaan             | 3,61 - 3,72   |
| Methanol            | −0,82 - −0,66 |
| Methylbromide       | 1,19          |
| Pentachloorfenol    | 5,01          |
| Styreen             | 3,2           |
| Strychnine          | 1,68          |
| Tetrachloorkoolstof | 2,64          |
| Tetra-ethyllood     | 4,15          |
| Tolueen             | 2,69          |
| Vinylchloride       | 0,6           |